# Streethockey-Weltmeisterschaft Junioren
Die Streethockey-Weltmeisterschaften Junioren werden durch die ISBHF organisiert. Die erste Junioren-Weltmeisterschaft wurde 2000 im tschechischen Kralupy veranstaltet. Die stärksten Nationen sind Kanada, Tschechien, der Slowakei und die USA.

## Junioren
| Nr. | Jahr | Gastgeber                  | Finalstände        | Finalstände | Finalstände        | Finalstände |
| Nr. | Jahr | Gastgeber                  | Weltmeister        | 2. Platz    | 3. Platz           |             |
| --- | ---- | -------------------------- | ------------------ | ----------- | ------------------ | ----------- |
| 1   | 2000 | Kralupy (Tschechien)       | Kanada             | Tschechien  | Slowakei           |             |
| 2   | 2002 | Champéry (Schweiz)         | Tschechien         | Slowakei    | Kanada             |             |
| 3   | 2004 | Martin (Slowakei)          | Slowakei           | Tschechien  | Kanada             |             |
| 4   | 2006 | Aosta (Italien)            | Vereinigte Staaten | Slowakei    | Tschechien         |             |
| 5   | 2008 | St. John’s (Kanada)        | Kanada             | Slowakei    | Vereinigte Staaten |             |
| 6   | 2010 | Villach (Österreich)       | Kanada             | Tschechien  | Slowakei           |             |
| 7   | 2012 | Písek (Tschechien)         | Kanada             | Tschechien  | Vereinigte Staaten |             |
| 8   | 2014 | Bratislava (Slowakei)      | Slowakei           | Tschechien  | Vereinigte Staaten |             |
| 9   | 2016 | Sheffield (Großbritannien) | Slowakei           | Kanada      | Tschechien         |             |

Medaillenspiegel
| Rang | Land               | Gold | Silber | Bronze | Gesamt |
| ---- | ------------------ | ---- | ------ | ------ | ------ |
| 1    | Kanada             | 4    | 1      | 2      | 7      |
| 2    | Slowakei           | 3    | 3      | 2      | 8      |
| 3    | Tschechien         | 1    | 5      | 2      | 8      |
| 4    | Vereinigte Staaten | 1    | 0      | 3      | 4      |